# Cour de cassation (Belgique)
Pour les autres articles nationaux ou selon les autres juridictions, voir Cour de cassation.
 (janvier 2020).
La Cour de cassation (néerlandais Hof van Cassatie, allemand Kassationshof) est la juridiction la plus élevée de l'ordre judiciaire belge. Elle veille à la bonne application de la loi par les cours et tribunaux.

## Compétences

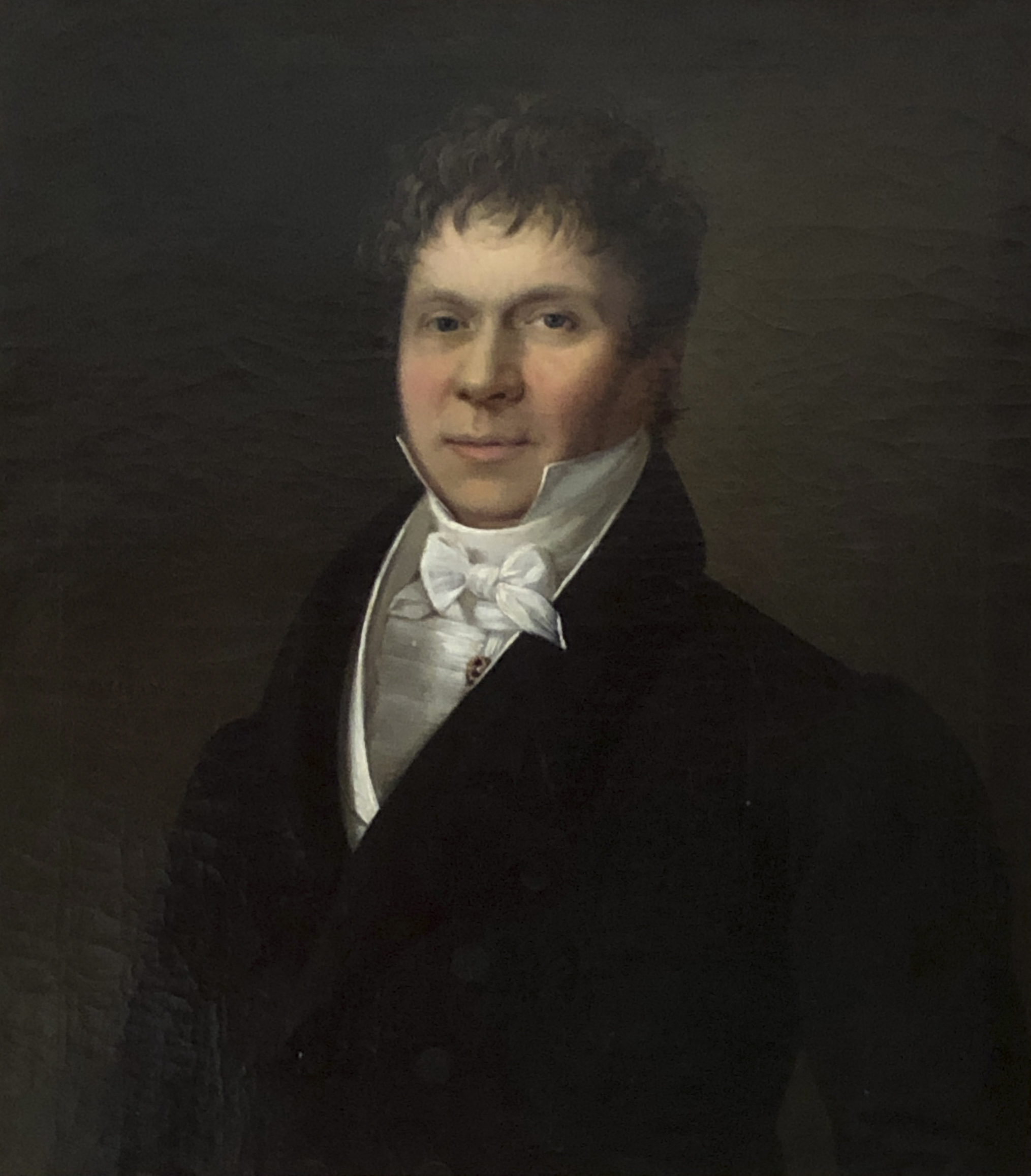
Jean-Louis van Dievoet (1777-1854), qui fut le premier Secrétaire du parquet de la Cour de cassation de la Belgique indépendante.

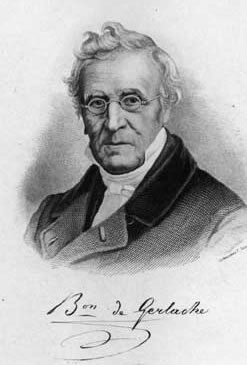
Étienne de Gerlache (1832-1867), qui fut le premier Premier président de la Cour de cassation.

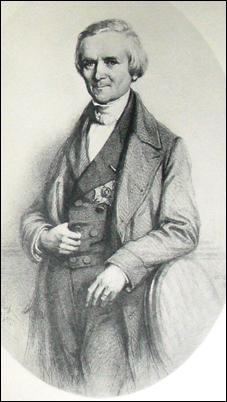
Mathieu Leclercq, procureur général à la Cour de cassation.

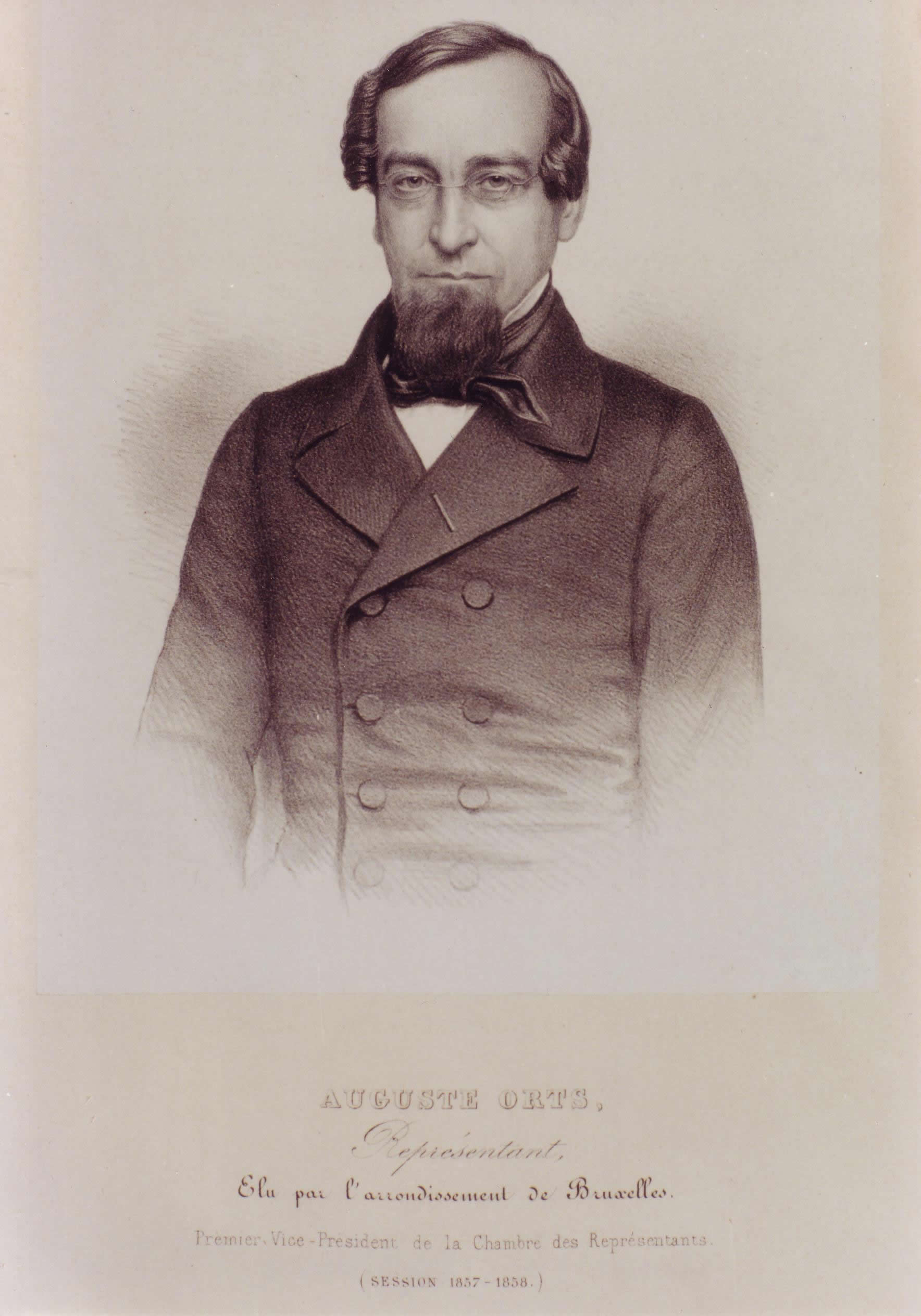
Auguste Orts, avocat à la Cour de cassation de 1848 à 1880.

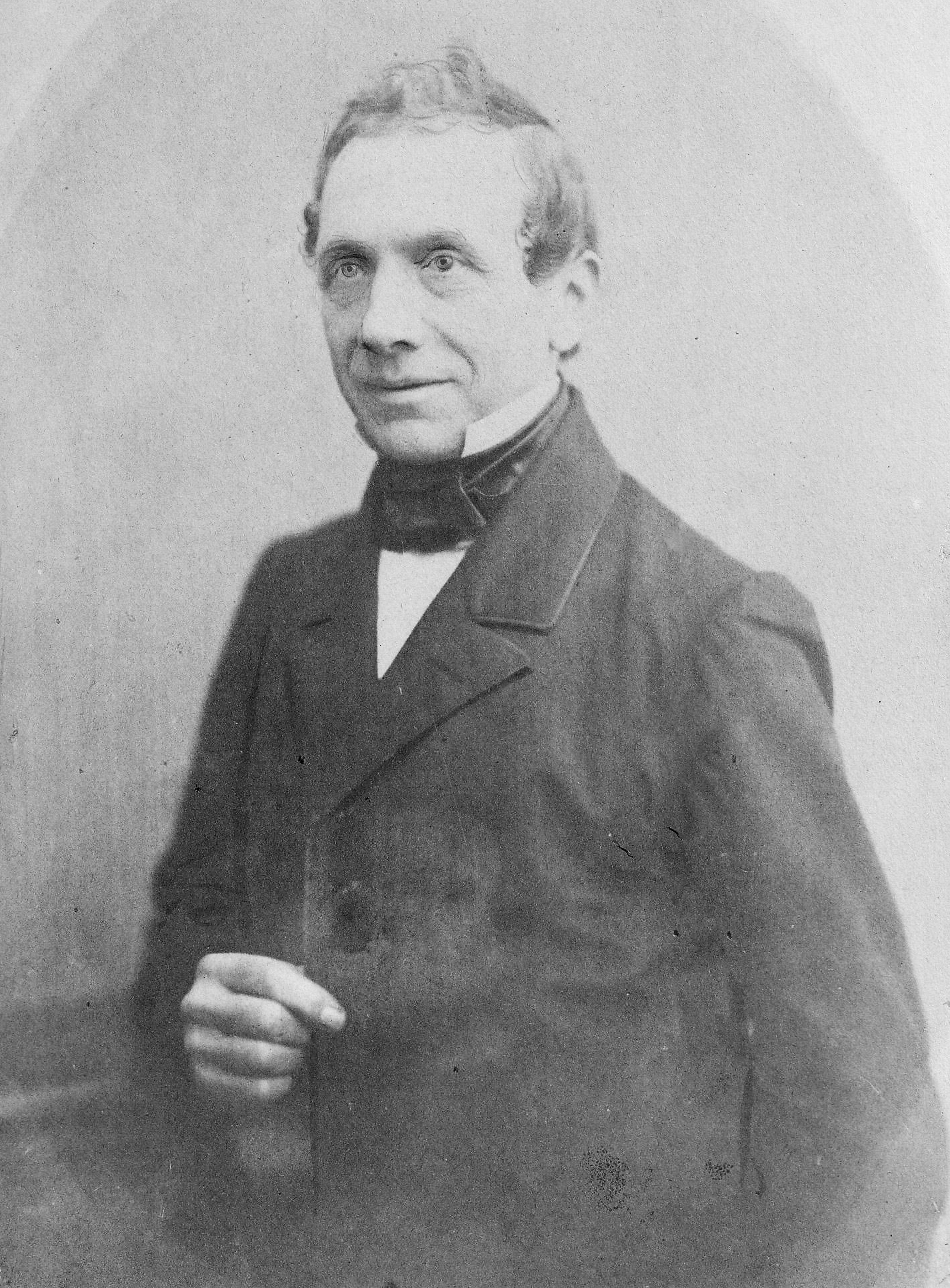
Auguste Van Dievoet, avocat à la Cour de cassation de 1848 à 1859.

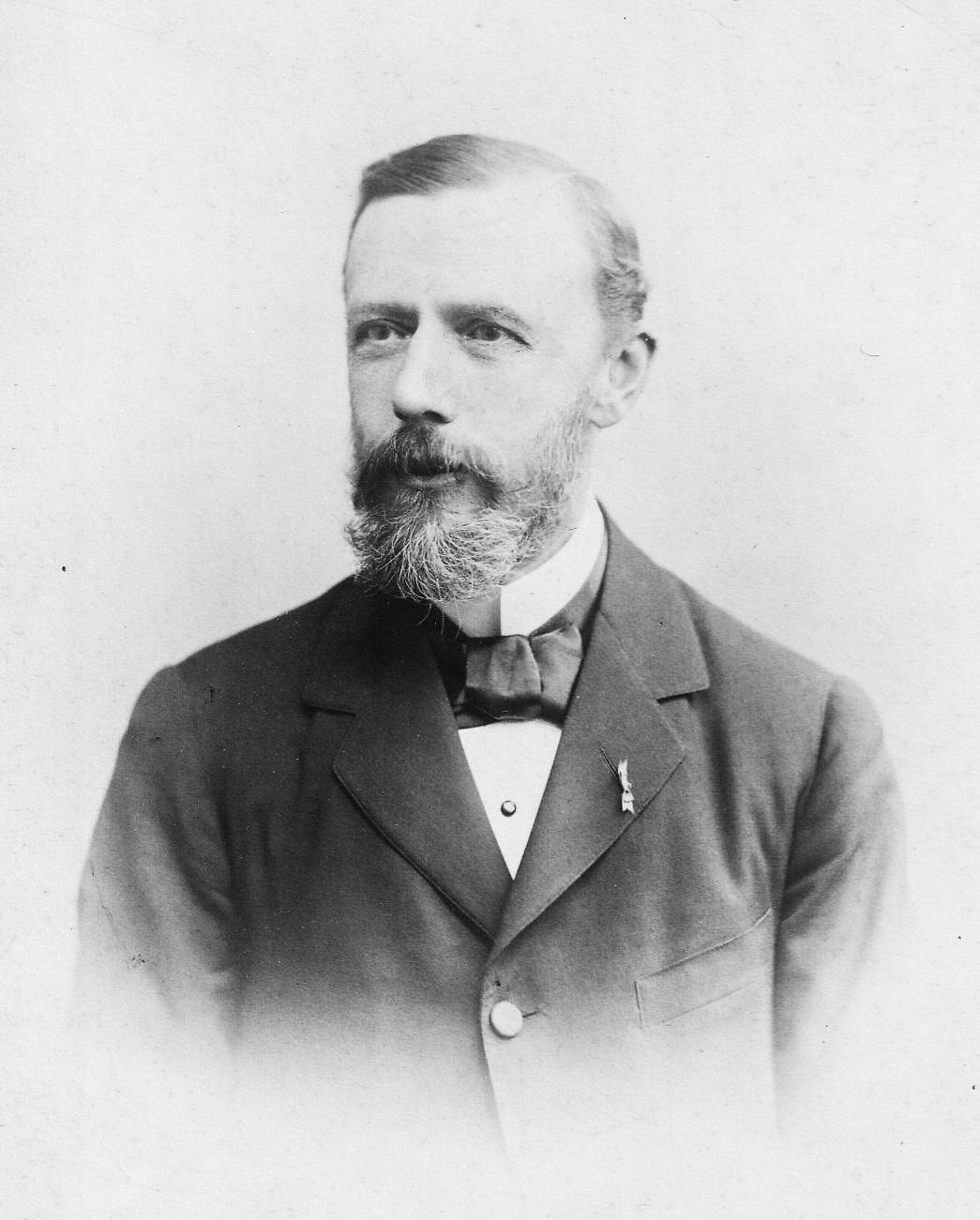
Jules Van Dievoet, avocat à la Cour de cassation de 1881 à 1917.

Le procureur général Hayoit de Termicourt a défini la mission essentielle de la Cour de la manière suivante : « veiller à l'unité de l'interprétation de la loi par l'ensemble des tribunaux du pays et à l'égard de tous les justiciables, quelle que soit la région où se trouve le tribunal, la profession des parties ou la nature du litige. »
La Cour de cassation ne statue pas au fond. La Cour contrôle la bonne application de la loi par les cours et tribunaux. Elle apprécie uniquement la légalité des décisions contestées. Si la Cour de cassation constate qu'il y a eu contravention à une loi ou violation de formes, soit substantielles, soit prescrites à peine de nullité, elle casse la décision et renvoie l'affaire devant une autre cour d'appel ou un autre tribunal où elle sera jugée à nouveau. Elle assure ainsi une certaine unité de la jurisprudence, même si la règle de droit anglais (« common law ») dite « du précédent » ne joue pas en Belgique.
La cour de cassation est aussi compétente en matière de dessaisissement des juges, de règlement des juges, pour les prises à partie et les conflits d'attributions en exécution de 106 Const (613 CJ) et pour l'annulation de certains actes (610 CJ) et elle peut aussi statuer sur les demandes en cassation contre des décisions rendues par des juridictions administratives (Conseil d'État, Cour des comptes, Collège provincial et députation) et de certains ordres professionnels. La Cour de cassation n'est plus compétente pour le jugement des ministres mais bien la Cour d'appel.

## Composition de la cour
En vertu de l'article 299 du Code judiciaire, sont membres de la Cour, par ordre de rang, le premier président, le président, les conseillers, dans l'ordre de leur ancienneté comme conseiller, le procureur général, le premier avocat général, les avocats généraux, dans l'ordre de leur désignation, et les référendaires près la Cour de cassation.

### Le siège

#### Cadre
Le siège de la Cour est composé :
- d'un premier président, appartenant au rôle linguistique français ou néerlandais;
- d'un président, appartenant au rôle linguistique inverse;
- de trois présidents de section appartenant au rôle linguistique français et de trois présidents de section appartenant au rôle linguistique néerlandais;
- de onze conseillers appartenant au rôle linguistique français et onze conseillers appartenant au rôle linguistique néerlandais.

Au moins un conseiller doit apporter la preuve d'une connaissance suffisante de la langue allemande.

#### Conditions de nomination
Les conditions de nomination comme conseiller, président ou premier président sont précisées par l'article 254 du Code judiciaire.
Pour pouvoir être nommé conseiller à la Cour de cassation, le candidat doit exercer des fonctions juridiques depuis au moins quinze années, dont les dix dernières en tant que magistrat du siège ou du ministère public.
Pour pouvoir être désigné président de section à la Cour de cassation, le candidat doit avoir exercé les fonctions de conseiller à la Cour de cassation pendant au moins trois années.
Pour pouvoir être désigné président à la Cour de cassation, le candidat doit exercer depuis au moins quinze années des fonctions juridiques, dont les cinq dernières en qualité de conseiller à la Cour de cassation.
Pour pouvoir être désigné premier président de la Cour de cassation, le candidat doit exercer des fonctions juridiques depuis au moins quinze années, dont les cinq dernières en qualité de conseiller à la Cour de cassation.

### Le parquet

#### Cadre
Le parquet est placé sous la direction du procureur général, qui appartient au rôle linguistique français ou néerlandais, selon que le premier président appartient au rôle linguistique néerlandais ou français. Il est assisté par le premier avocat général, nécessairement de l'autre rôle linguistique, et par onze avocats généraux, 6 d'entre eux relevant du rôle linguistique néerlandais, 5 du rôle linguistique français.
Au moins un avocat général doit apporter la preuve d'une connaissance suffisante de la langue allemande.

#### Conditions de nomination
Les conditions de nomination au parquet sont réglées par l'article 258 du Code judiciaire.
Pour pouvoir être nommé avocat général près la Cour de cassation, le candidat doit satisfaire aux conditions requises pour être nommé conseiller.
Pour pouvoir être désigné premier avocat général près la Cour de cassation, le candidat doit exercer les fonctions d'avocat général près la Cour de cassation depuis au moins trois années.
Pour pouvoir être désigné procureur général près la Cour de cassation, le candidat doit exercer des fonctions juridiques depuis au moins quinze années, dont les cinq dernières années en qualité d'avocat général près la Cour de cassation.

### Les référendaires près la Cour de cassation

#### Cadre
Les référendaires sont au nombre de quinze : dix relèvent du rôle linguistique néerlandais, cinq du rôle linguistique français. Les proportions du cadre linguistique sont fixées de commun accord par le premier président et le procureur général.
Au moins un référendaire doit apporter la preuve d'une connaissance suffisante de la langue allemande.
Les référendaires près la Cour de cassation ont un statut comparable à celui des référendaires près la Cour constitutionnelle : comme ces derniers, ce sont des magistrats mais d'un genre particulier, dès lors qu'ils ne décident ni ne concluent, mais se bornent à préparer les décisions ou conclusions.

#### Conditions de nomination
Les référendaires près la Cour de cassation ne sont pas choisis parmi les magistrats en fonction, mais recrutés sur concours. Si ce dernier est très exigeant, l'accès en est largement ouvert : pour y prendre part, il suffit d'être âgé de plus de 25 ans et d'être titulaire d'un diplôme de licencié ou master en droit.

## Fonctionnement de la Cour

### Généralités
Conformément à l'article 128 du Code judiciaire, la Cour de cassation comprend trois chambres. Chaque chambre de la Cour de cassation comprend deux sections. Chaque section est composée de cinq conseillers, y compris le président. Les arrêts sont rendus par cinq conseillers, y compris le président. Ils sont toutefois rendus par trois conseillers dans les cas prévus par la loi.
Le ministère public près la Cour assume pour sa part une mission originale, différente de celle qui lui revient devant les autres juridictions : il ne représente pas la société, en tant que telle, mais joue le rôle de conseiller de la Cour, veillant à l'unité de sa jurisprudence. Ceci implique une dichotomie du ministère public dans les procédures devant la Cour : l'exercice de l'action publique est en effet assuré non pas par le parquet près la Cour de cassation, mais par le parquet près la Cour d'appel. C'est au nom du procureur général près la Cour d'appel du ressort de la juridiction qui a rendu la décision que le pourvoi est introduit.
Cette particularité a justifié que, pendant très longtemps, le procureur général près la Cour de cassation puisse participer au délibéré des causes avec voix consultative. Le procédé a cependant été condamné par la Cour européenne des droits de l'homme ce qui a entraîné une modification du fonctionnement de la Cour.

### Cheminement de la procédure
En matière civile, un pourvoi est formé par le dépôt au greffe de la Cour de cassation d'une requête obligatoirement signée par un avocat à la Cour de cassation. La requête au préalable doit avoir été signifiée par exploit d'huissier à la partie adverse.
À compter du dépôt de la requête, le défendeur en cassation dispose d'un délai de trois mois pour déposer un mémoire en réponse, également signé par un avocat à la Cour de cassation. Il n'est en principe pas signifié par exploit d'huissier, sauf s'il oppose une fin de non-recevoir au pourvoi.
Si le mémoire conteste la recevabilité du pourvoi, le demandeur peut encore répondre dans un délai d'un mois.
Lorsque le dernier mémoire a été déposé au greffe, la procédure est en état et le traitement du dossier peut commencer.
Un conseiller est désigné comme rapporteur. Lors de sa désignation, le dossier a déjà pu être préparé par un référendaire. Sinon, il peut déléguer le dossier à ce dernier.
Lorsqu'ils ont terminé leur travail, le dossier est transmis au parquet. L'avocat général conclut, éventuellement par écrit, parfois en déléguant à un référendaire, puis fixe le dossier à l'audience.
L'arrêt est rendu le jour de l'audience.
La durée de traitement d'un dossier, entre le jour de son dépôt et le prononcé du jugement, varie en fonction de la complexité de l'affaire. Certains dossiers peuvent prendre plusieurs années, notamment lorsque la Cour doit poser une question préjudicielle à la Cour constitutionnelle ou à la Cour de justice de l'Union européenne.
La procédure devant la Cour de cassation est très longue et monopolise des moyens considérables. Le processus de décision repose sur un système à multiples lectures successives, un même dossier pouvant être traité par un référendaire, un rapporteur, un avocat-général, avant de finalement être transmis à la formation de jugement, composée de cinq conseillers, qui procèdera à la délibération finale.
Des tentatives de rationalisation ont été envisagées par le passé, mais n'ont pas abouti. La loi prévoit ainsi la possibilité de réduire à trois le nombre de conseillers composant la formation de jugement, mais l'utilisation de cette disposition est restée anecdotique.

### Budget
Depuis l'exercice budgétaire 2015, la Cour de cassation se voit allouer un budget distinct de celui des cours et tribunaux. En 2015, les crédits octroyés à la Cour, tels qu'ils ressortent du budget général des dépenses, s'élevaient à 14 106 000 € — moins que le Conseil d'Etat (38 111 000 €), mais plus que la Cour constitutionnelle (9 873 000 €).
Cependant, ces montants doivent être comparés avec précaution, dès lors que le budget de la Cour de cassation couvre uniquement les frais de personnel (les frais de fonctionnement étant couvert par les crédits alloués au ministère de la Justice), alors que les crédits accordés aux autres cours suprêmes couvrent également leurs frais de fonctionnement.

## Liste des magistrats et avocats

### Liste des premiers présidents de la Cour de cassation de Belgique
- Étienne de Gerlache (1832-1867)
- Eugène Defacqz (1867-1872)
- Guillaume de Crassier (1872-1879)
- Guillaume de Longe (1879-1890)
- Frédéric Bayet (1890-1893)
- Charles Beckers (1893-1899)
- Frédéric Delecourt (1899-1901)
- Auguste Van Berchem (1901-1903)
- Jean Giron (1903-1908)
- Auguste Van Maldeghem (1908-1911)
- Jules Lameere (1911-1912)
- Pierre Scheyven (1912-1913)
- Eugène Du Pont (1913-1919)
- Paul Van Iseghem (1919-1926)
- Arthur Goddyn (1926-1939)
- Jean-François Joseph Jamar (1939-1946)
- Léopold Soenens (1946-1951)
- Nestor Louveaux (1951-1955)
- Paul Wouters (1955-1960)
- Antoine de Clippele (1960)
- Antoine Sohier (1960-1961)
- Paul Giroul (1961-1964)
- Jules Bayot (1964-1971)
- Arthur Belpaire (1971-1974)
- Karel Louveaux (1974-1975)
- Joseph Rutsaert (1975-1977)
- Alfred Wauters (1977-1982)
- Robert Legros (1982-1983)
- Marc Châtel (1983-1990)
- Robert Soetaert (1990-1992)
- Oscar Stranard (1992-1998)
- Pierre Marchal (1998-2003)
- Marc Lahousse (2003-2007)
- Ghislain Londers (2007-2011)
- Edward Forrier (2011-2012)
- Etienne Goethals (2012-2014)
- Jean de Codt (2014-2019)
- Beatrijs Deconinck (2019-)[2]

### Liste des procureurs généraux de la Cour de cassation de Belgique
- 1832 Isidore Plaisant, avocat général faisant fonction de procureur général
- 1834 Isidore Plaisant, nommé procureur-général
- 1836 Mathieu Leclercq
- 1871 Charles Faider
- 1886 Charles Mesdach de ter Kiele
- 1900 L. Melot
- 1903 R. Janssens
- 1911 Georges Terlinden (vicomte)
- 1926 Paul Leclercq
- 1938 Adolphe Gesché
- 1944 Léon Cornil
- 1954 Raoul Hayoit de Termicourt (vicomte)
- 1968 Walter Ganshof van der Meersch (vicomte)
- 1974 R. Delange
- 1978 F. Dumon (vicomte)
- 1982 R. Charles (baron)
- 1983 Ernest Krings (baron)
- 1990 H. Lenaerts
- 1993 Jacques Velu (baron)
- 1996 Éliane Liekendael
- 1998 Jean-Marie Piret
- 2000 Jean du Jardin (baron)
- 2004 Marc De Swaef
- 2007 Jean-François Leclercq
- 2014 Patrick Duinslaeger
- 2017 Dirk Thijs
- 2019 André Henkes

### Liste non exhaustive des avocats généraux de la Cour de cassation de Belgique
- Eugène Defacqz
- Gesché
- Edmond Janssens
- Georges Sartini van den Kerckhove
- van den Kerckhove
- Léon Cornil
- Dumon

## Le barreau de cassation

### Monopole
Le barreau de cassation, actuellement composé de 19 membres, bénéfice d'un monopole de représentation dans certaines procédures menées devant la Cour de cassation.
L'intervention d'un avocat à la Cour est indispensable pour introduire un pourvoi ou un mémoire dans les affaires civiles et sociales.
En matière fiscale, le pourvoi du contribuable peut être introduit par un avocat ordinaire, tandis que le pourvoi du fisc peut être introduit sans l'assistance d'un avocat.
En matière pénale, le pourvoi pouvait être introduit par la partie seule ou par un avocat, ce dernier ne devant pas être un avocat à la Cour. La procédure a cependant été modifiée par la loi du 14 février 2014. Le nouveau régime, qui sera applicable à partir du 1er février 2015, prévoit le recours obligatoire à un avocat, qui ne doit pas être un avocat à la Cour. À partir du 1er février 2016, seuls les avocats qui auront suivi une formation dans les procédures de cassation pourront encore introduire un pourvoi pénal.
Le monopole des avocats à la Cour est contesté : survivance des conceptions en vigueur au dix-neuvième siècle, la question de sa compatibilité avec les exigences du droit moderne, notamment la libre concurrence, l'égalité et la non-discrimination, est régulièrement posée. À intervalles réguliers, des propositions de lois ont été déposées en vue d'y mettre un terme. Aucune n'a encore abouti.
Une des raisons de ces échecs est que la procédure de cassation est très particulière : un avocat qui n'en connaît pas les spécificités ne défendra pas correctement les intérêts de son client. Le monopole, malgré tous ses défauts, permet d'assurer un service de qualité.
Cependant, le modèle de la nouvelle procédure pénale, applicable à partir du 1er février 2016, qui permettra à tout avocat d'introduire un pourvoi, pour autant qu'il ait suivi une formation à la cassation, constitue une solution qui concilie les deux exigences de qualité du service fourni par l'avocat et d'accès élargi à la justice. On ne peut exclure qu'elle soit élargie à l'avenir à l'ensemble des procédures menées devant la Cour de cassation.

### Liste des avocats à la Cour de cassation de Belgique
Les avocats à la Cour de cassation ont le statut d'officier ministériel.
1. François Joseph Verhaegen, 1832-1848
2. François-Joseph Redemans, 1832-1836.
3. Antoine Bemelmans, 1832-1837.
4. Pierre Sanfourche-Laporte, 1832-1852.
5. Pierre Joseph Spinael, 1832-1869.
6. Adolphe Bosquet, 1832-1872,
7. Corneille de Drijver, 1832-1857.
8. Aimé de Crampagna, 1832-1857.
9. Jean Pierre Georges Maubach, 1832-1860.
10. Henri Marcelis, 1832-1859.
11. Hubert Dolez, 1836-1880.
12. Auguste Verreyt, 1836-1840.
13. Charles Maskens, 1836-1864.
14. Joseph Alexandre de Behr, 1837-1871.
15. Louis Joly, 1842-1882.
16. Auguste Orts, 1848-1880.
17. Auguste Van Dievoet, 1848-1859.
18. Louis Bastine, 1857-1888.
19. Alphonse de Becker, 1857-1895.
20. Louis Leclercq, 1857-1883.
21. Edmond Martou, 1859-1863.
22. Auguste Beernaert, 1859-1912, prix Nobel de la paix en 1909. Il fut nommé par arrêté royal du 18 avril 1859 en remplacement d'Auguste van Dievoet.
23. Jules Lejeune, 1860-1910.
24. Joseph Quairier, 1863-1868.
25. Jules Gendebien, 1864-1866.
26. François Bilaut, 1873-1905.
27. Émile De Mot, 1873-1909.
28. Charles Woeste, 1873-1922.
29. Edmond Dolez, 1873-1890.
30. Edmond Picard, 1880-1920.
31. Jules Van Dievoet, 1881-1917. Il fit son stage chez Louis Leclercq et fut nommé en 1880 en remplacement d'Auguste Orts.
32. Louis Orts, 1882-1891.
33. Charles Duvivier, 1883-1909.
34. Charles-Xavier Sainctelette, 1889-1898.
35. Alfred Vauthier, 1890-1916.
36. Baron Georges Leclercq, 1891-1936.
37. Victor de Locht, 1896-1912.
38. Alfred Convert, 1898-1912.
39. Maurice Despret, 1905-1933.
40. Léon Delacroix, 1909-1929.
41. Henri Simont, 1910-1912.
42. Alfred Monville, 1911- ?
43. Louis Coosemans, 1913-1918.
44. Eugène Hanssens, 1913-1922.
45. Alphonse Le Clercq, 1913-1929.
46. Auguste Braun de Ter Meeren, 1913-1945.
47. Paul Duvivier, 1919-1938.
48. Emile Ladeuze, 1919-1947, qui après un stage chez Jules van Dievoet, lui succéda en 1919. Pierre de Harven lui succéda en 1947. Emile Ladeuze eut également comme stagiaire le baron Maximilien della Faille d'Huysse.
49. Charles Resteau, 1919-1953.
50. Paul Veldekens, 1938-1958.